# 棉纺路街道
棉纺路街道，是中华人民共和国河南省郑州市中原区下辖的一个乡镇级行政单位。

## 行政区划
棉纺路街道下辖以下地区：
三棉东社区、四棉东社区、五棉南社区、三棉西社区、四棉西社区和五棉北社区。